# Tongrube Majefski
Das 5 ha große Naturschutzgebiet Tongrube Majefski mit der Kennung ME-032 liegt auf dem Gebiet der Stadt Erkrath im Kreis Mettmann. Die ehemalige Tongrube ist östlich der Kernstadt von Erkrath im Stadtteil Erkrath-Hochdahl gelegen. Die Bahntrasse Wuppertal – Düsseldorf bildet die nördliche Grenze, die L 357 die südliche Grenze.  Auf der Ost- und der Westseite ist das Naturschutzgebiet von bebauten Flächen umgeben. Nördlich der Eisenbahntrasse grenzt das 223 ha große Naturschutzgebiet Neandertal an.

## Beschreibung
Laut dem Fachinformationssystem des Landesamtes für Natur, Umwelt und Verbraucherschutz in NRW wird die Tongrube Majefsky in Hochdahl

„seit 1974 nicht mehr genutzt. Im Gebiet liegen ein größeres Abgrabungsgewässer mit einer breiten Schilfzone und Silberweiden-Auwald sowie einige kleine Naturschutztümpel, in denen sich eine artenreiche Unterwasser- und Röhrichtvegetation angesiedelt hat. An das südliche Seeufer grenzen felsige und lehmige Steilhänge an, die zusammen mit den Gewässern dem Eisvogel ein Habitat bieten. Ein etwas älterer Waldteil im Süden ist als Eschen-Ahorn-Wald ausgeprägt, die sonstigen Sukzessionswälder werden von Birken mit kaum durchdringbarem Brombeergestrüpp im Unterwuchs geprägt. Die an das nördliche Seeufer angrenzenden Flächen werden periodisch freigestellt, wozu auch ein Grünlandbiotop mit Brachecharakter auf der anschließenden Hochfläche gehört. Das Gebiet hat besonders Bedeutung für gewässer- und schilfbewohnende Vogelarten, für Insekten des Feuchtgrünlandes und der Gewässerbiotope und aufgrund der unterschiedlichen Gewässerbiotope als Wuchsort einer artenreichen Pflanzenwelt.
Es besteht ferner eine Bedeutung für Amphibien, die allerdings durch den Ausfall der besonders gefährdeten Pionieramphibien (Kreuz- und Geburtshelferkröte) geschmälert ist. Die sehr starke Isolation des Gebietes durch Verkehrswege und Siedlungsflächen wurde durch einen Amphibientunnel zum südlich angrenzenden Bayerpark etwas gemindert. Auch durch die erfolgreichen Abschirmungsmaßnahmen stellt die Fläche stellt ein weitgehend störungsarmes Refugialbiotop im umgebenden stark besiedelten Raum dar. Die weitere Entwicklung sollte bei Erhalt der Abschirmung durch eine freie Sukzession im Waldbereich und dem großen Weiher erfolgen sowie durch Offenhaltungspflege im Umfeld der Kleingewässer, der süd-exponierten Böschungen und dem südlichen Grünlandbereich, der als Glatthaferwiese zu pflegen ist.“

Das Gebiet ist Lebensraum für viele seltene und besonders geschützte Tierarten. Dazu gehören u. a.: Zwergmaus, Eisvogel, Sperber, Sumpfrohrsänger, Grasfrosch, Wasserfrosch, Teichmolch, Bergmolch, Waldeidechse, Zauneidechse, Ringelnatter und verschiedene Libellenarten.